# Айрис Бари
Айрис Бари (на английски: Iris Barry) е английско-американска филмова критичка и кураторка.

## Биография
Родена е през 1895 г. в Бирмингам. По време на Първата световна война се установява в Лондон, където се жени за художника Уиндам Люис, от когото има 2 деца.
Започва да публикува филмова критика през 1923 г. за списание „Спектейтър“. Работи за вестник „Дейли Мейл“ в периода от 1925 до 1930 година.
След това се премества в Ню Йорк, където създава филмовия отдел на Музея на модерното изкуство през 1932 г.
Айрис Бари умира на 22 декември 1969 г. в Марсилия.